# هدار
الهدار[بحاجة لمصدر] نوع من السدود أو الحواجز الصغيرة التي تُبنى عبر الأنهار أو الجداول وتصمم لتغيير خصائص السريان للمجري المائي (مثل : رفع مستوى الماء في نهر أو جدول).

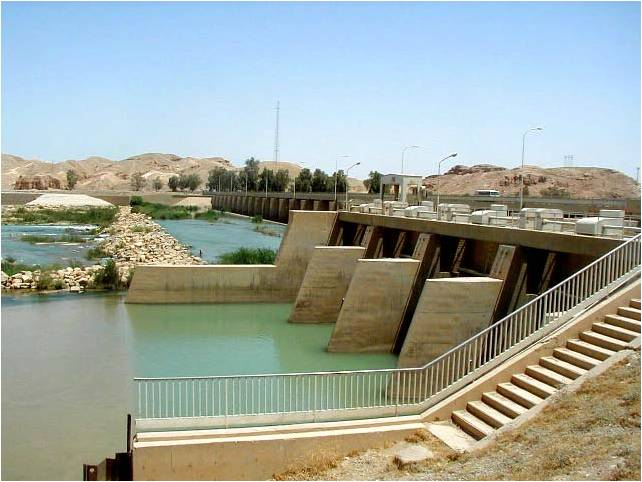
في سد دربندخان ديالى العراق

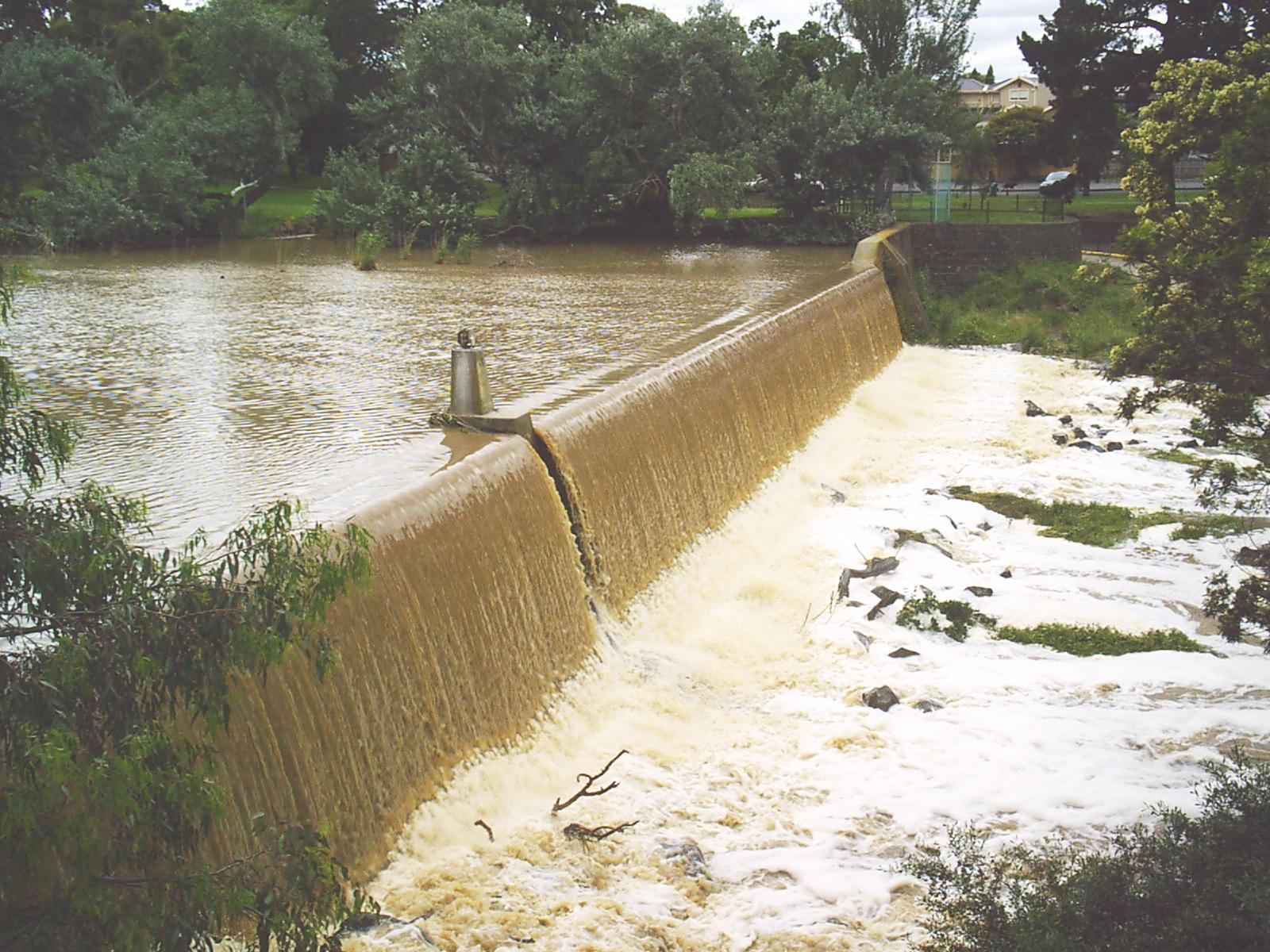
هدار في بحيرة كوبورغ، فيكتوريا (أستراليا) بعد هطول أمطار غزيرة

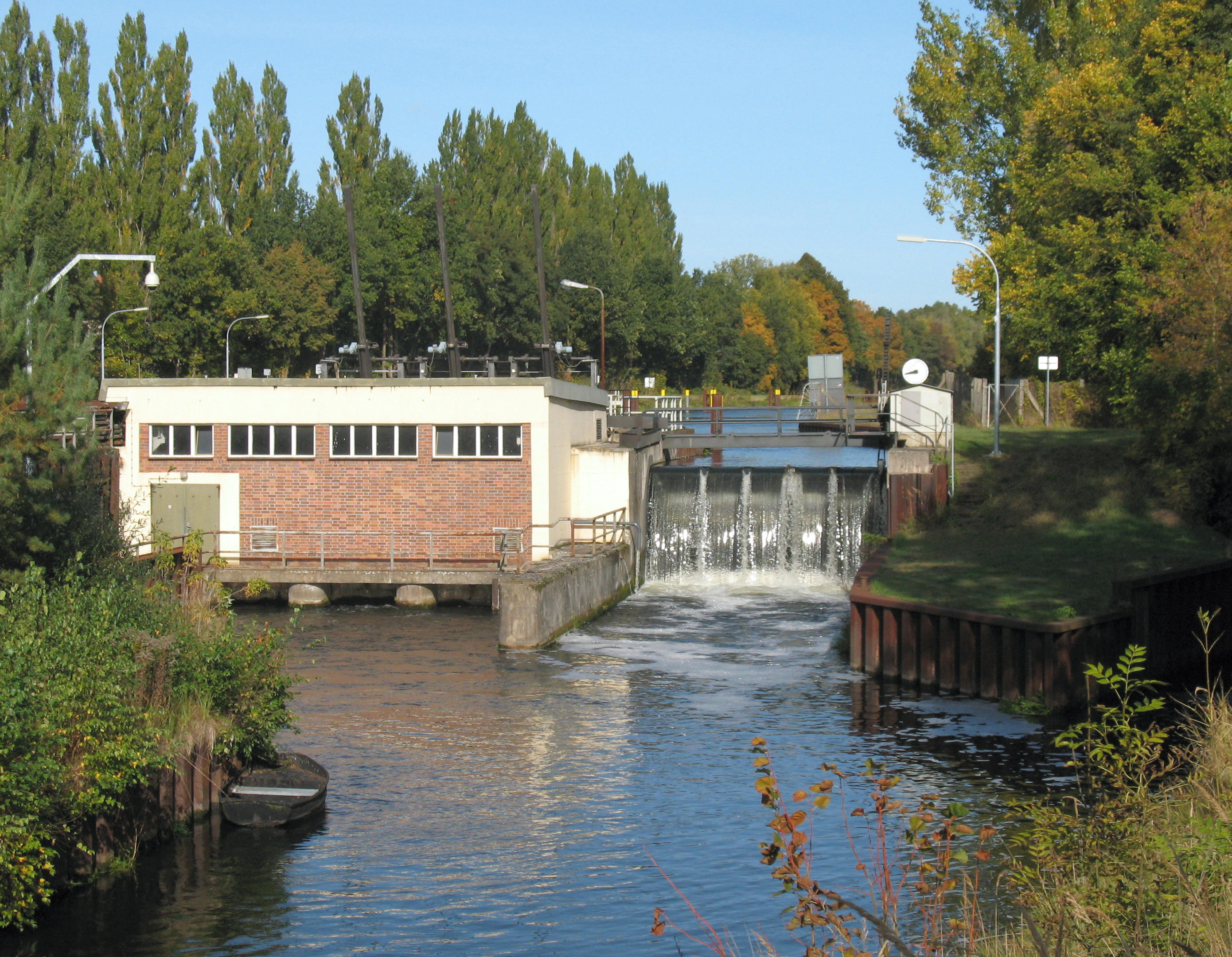
هدار على بوابة قناة فوس في براندنبورغ، ألمانيا

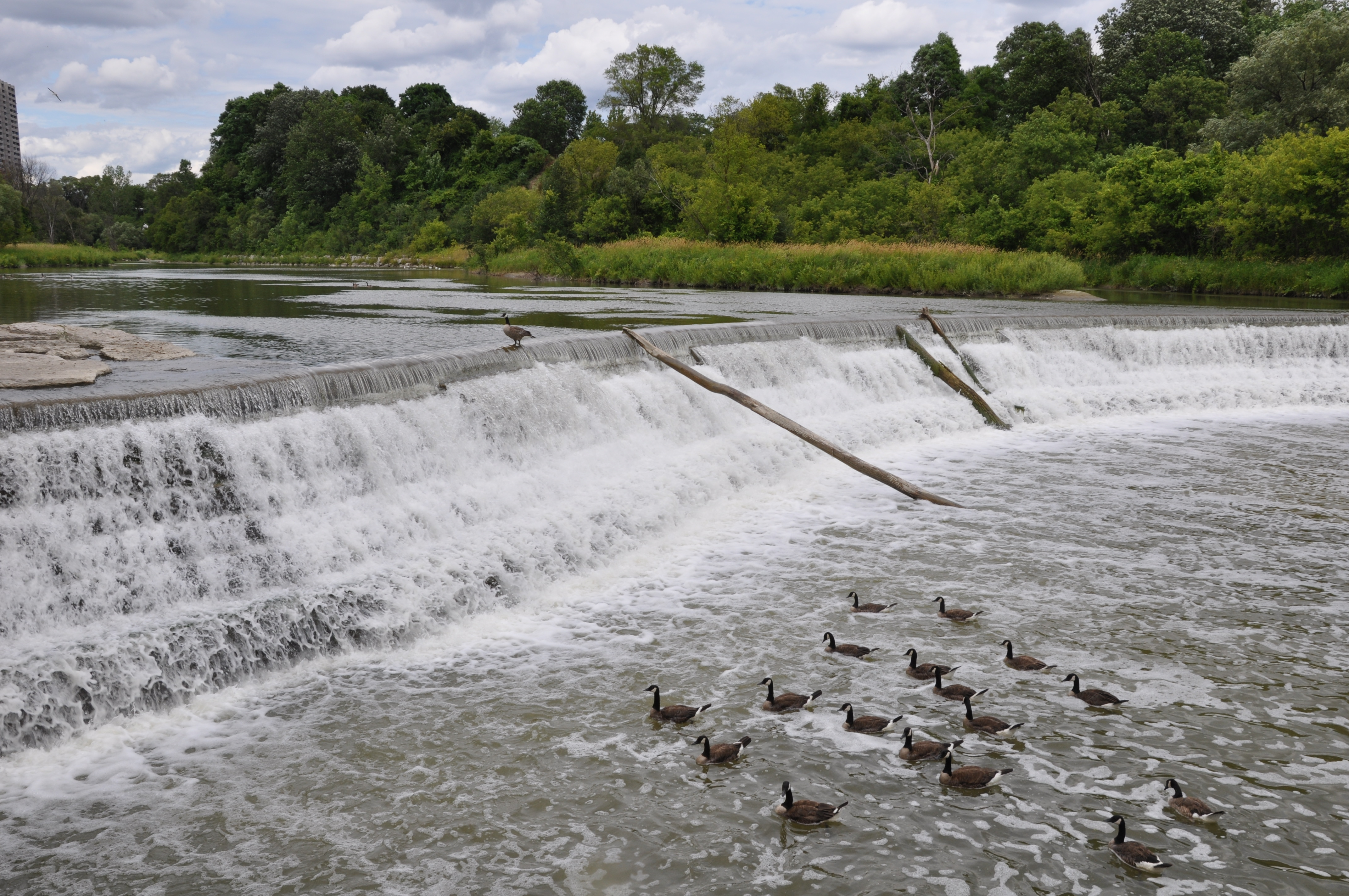
هدار على نهر الهمبر بالقرب من رايمور بارك في تورونتو، أونتاريو، كندا.

في معظم الحالات، تأخذ الهدارات شكل عوائق أصغر من معظم السدود التقليدية، فهى تقوم بتجميع المياه خلفها وفي نفس الوقت تسمح بسريان الماء بانتظام فوق قممهما. تستخدم الهدارات عادة لتغيير سريان الأنهار لمنع الفيضانات، أو لقياس التصريف، أو لجعل الأنهار صالحة للملاحة.
الهدار كان يستخدم تقليديا بهدف إنشاء الطاحونات المائية. بعض الهدارات تحتاج إلى بوابات لكي لا يصل الماء إلى أعلى السد ويدعى الهدار أحيانا بالسد الغاطس أو بقنطرة الاحتجاز.

## الوظيفة
تُمكِّن الهدارات الهيدرولوجيين والمهندسين من قياس معدل التدفق الحجمي في المجاري المائية الصغيرة والمتوسطة أو عند نقاط التصريف الصناعية بطريقة بسيطة. بما أن عتبة الهدار ( في قمته) لها شكل هندسي معروف والمياه كلها تتدفق فوقها، يمكن تحويل عمق المياه خلف الهدار إلى معدل للتدفق. يعتمد الحساب على حقيقة أن المقطع الجانبي لسطح الماء سوف يمر خلال العمق الحرج لنظام السريان بالقرب من قمة الهدار. إذا لم ينجرف الماء بعيدا عن الهدار بعد أن يتجاوز قمته، فان ذلك يمكن أن يجعل من قياس التدفق عملية معقدة أو حتى مستحيلة.
يمكن تلخيص معدل تصريف الهدار على النحو
{\displaystyle Q=CLH^{n}}
حيث
- Q هو معدل تدفق السائل (الماء)
- C هو رقم ثابت للمنشأ (ثابت الهدار)
- L هو عرض عتبة الهدار
- H هو ارتفاع الماء فوق عتبة الهدار
- n يختلف باختلاف المنشأ (على سبيل المثال n =3/2 للهدار أفقي العتبة، n =5/2 للهدار المثلثي - ذو عتبة على شكل V.)

عندما يستخدم الهدار لقياس التدفق من المهم أن تبقى قمتة (عتبته) خالية من الصدأ أو الحزوز. أي خشونة في قمة الهدار من أي نوع سوف تتسبب في تصريف المياه بمعدلات أزيد مما هو مشار إليه في معادلات التصريف القياسية أو الجداول. أيضا يجب أن يسري الهواء بحرية تحت الشرشف (صحيفة الماء المتدفقة فوق الهدار) إذ أنه قد تحدث أخطاء في قياس التصريف تصل إلى 25٪ إذا لم تتم تهوية الشرشف على نحو كاف.
ويمكن استخدام الهدار أيضا للحفاظ على الشكل الرأسى لمقطع المجرى المائي أو القناة، ومن ثم يتم يشار إلية كمنشأ «مثبت للانحدار» مثل هدار دوفيلد، في ديربيشاير.

## أنواعه
- الهدار العريض العتبة
- الهدار طويل العتبة
- الهدار حاد العتبة
- الهدار شكل V.
- الهدار الإبري
- الهدار طويل العتبة
- الهدار المستطيل
- هدار المد والجزر

## إنظر أيضا
- سد